# BYD F0
BYD F0 (phiên bản tiền nhiệm được gọi là BYD F1), là một loại xe thuộc phân khúc citycar, do BYD Auto Trung Quốc sản xuất. Nó được ra mắt vào tháng 7-2008, và kết thúc vòng đời vào năm 2015.
Phiên bản kế nhiệm là BYD E1, đã được thay đổi ngoại hình và chuyển sang sử dụng động cơ điện.
Ra mắt tại triển lãm ô tô Quảng Châu 2007, BYD F0 được định giá chỉ vào khoảng 6.700$. Phiên bản cắt giảm cho thị trường các nước đang phát triển còn có giá rẻ hơn nữa.
BYD F0 phiên bản bán tại thị trường Việt Nam là phiên bản thấp nhất. Những tùy chọn bị cắt giảm bao gồm túi khí, đồng hồ đo vòng tua máy,..v.v.

## Thông số kỹ thuật
- Dài x Rộng x Cao (mm): 3.460 x 1.616 x 1.465
- Chiều dài cơ sở (mm): 2.340
- Bán kính vòng quay tối thiểu: 4,9 m
- Tự trọng: 870 kg
- Tải trọng: 1.000 kg
- Kích thước vành - lốp: 165/60 R14
- Động cơ: 3 xy-lanh DOHC
- Dung tích: 998 cc
- Công suất cực đại: 50 kW (67 Hp) @ 6.000 v/p
- Mô-men xoắn cực đại: 90 Nm @ 4.000 - 4.500 v/p
- Hộp số: Số sàn 5 cấp
- Dẫn động: Cầu trước
- Loại nhiên liệu: Xăng - A92
- Dung tích bình nhiên liệu: 30l
- Tăng tốc 0–100 km/h trong 12.8s
- Tốc độ tối đa: 151 km/h
- Treo trước: Độc lập
- Treo sau: Dầm xoắn
- Phanh trước: Đĩa
- Phanh sau: Tang trống
- Mức tiêu hao nhiên liệu: 4.2l/100 km

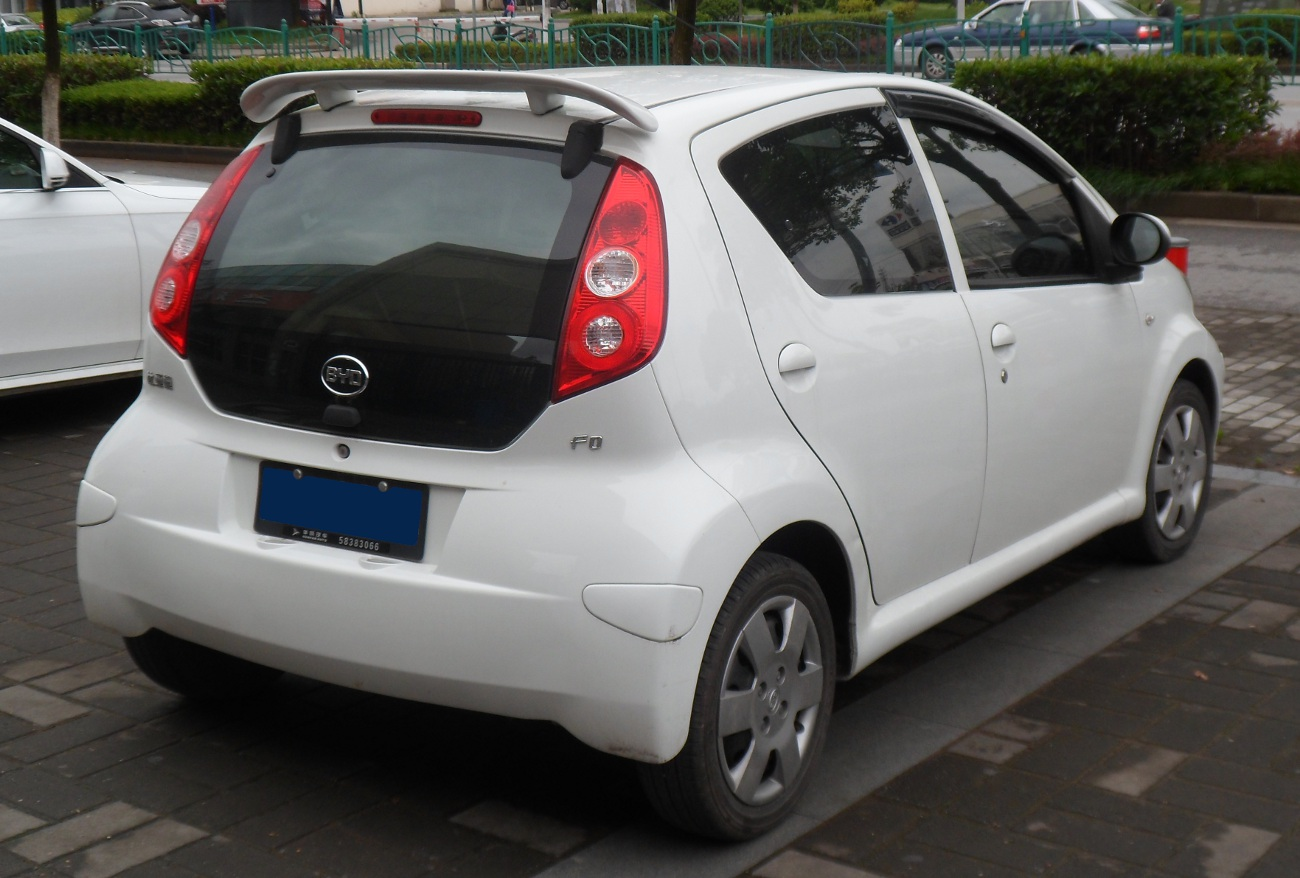
Xem phía sau
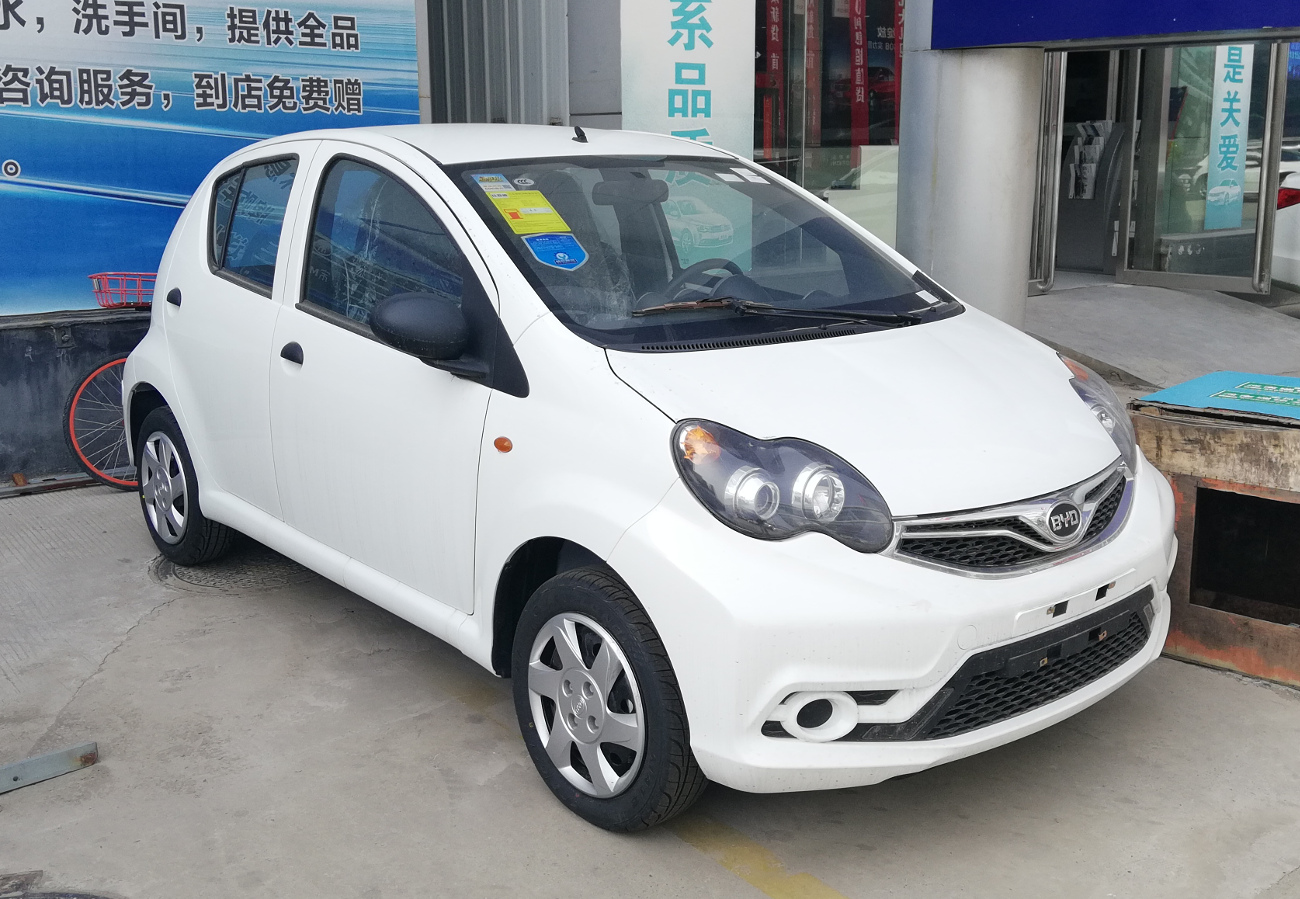
BYD F0 facelift

## Trang bị an toàn
- Hệ thống chống bó cứng phanh ABS
- Hệ thống phân phối lực phanh điện tử EBD
- 2 túi khí
- Dây an toàn 3 điểm
- Phanh đĩa (trước)
- Phanh tang trống (sau)

## BYD E1
BYD E1 là phiên bản chạy điện được giới thiệu vào năm 2019, với thiết kế tương tự BYD F0, chỉ có cửa hút gió phía trước bị loại bỏ, do không cần làm mát động cơ điện nữa.
BYD E1 có công suất 60 mã lực và moment xoắn cực đại đạt 110M, với hệ dẫn động cầu trước.

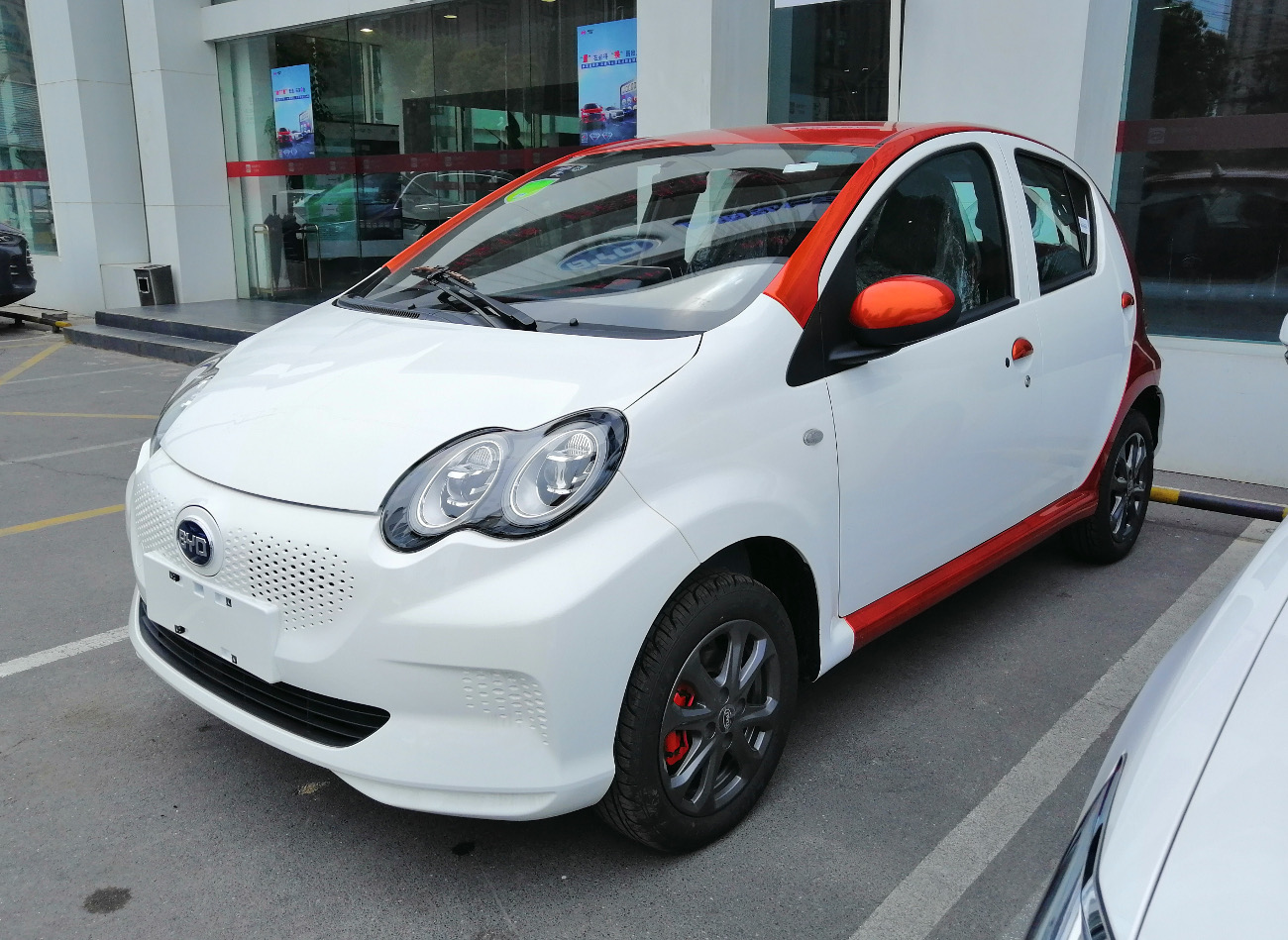
BYD E1 mặt trước
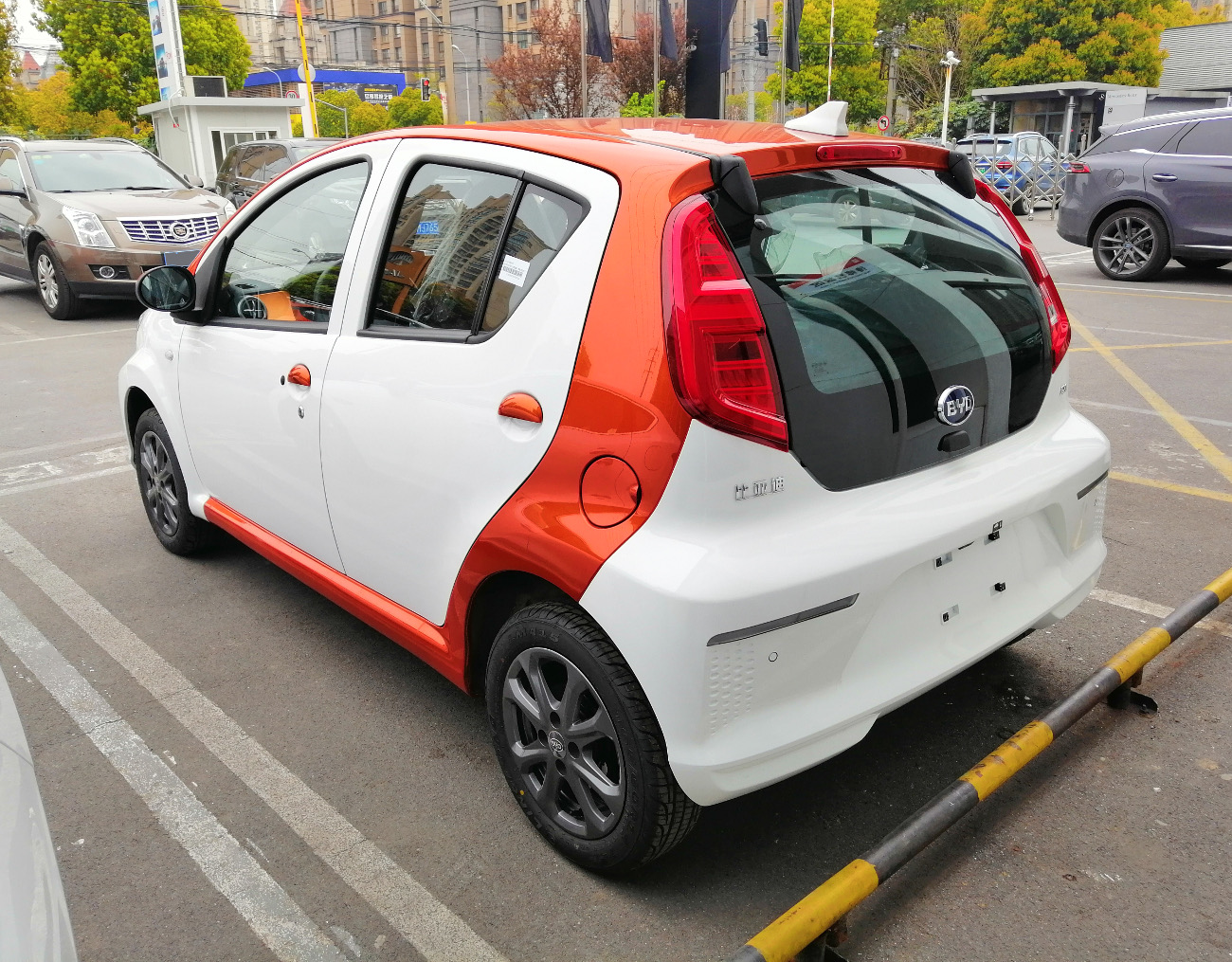
BYD E1 phía sau
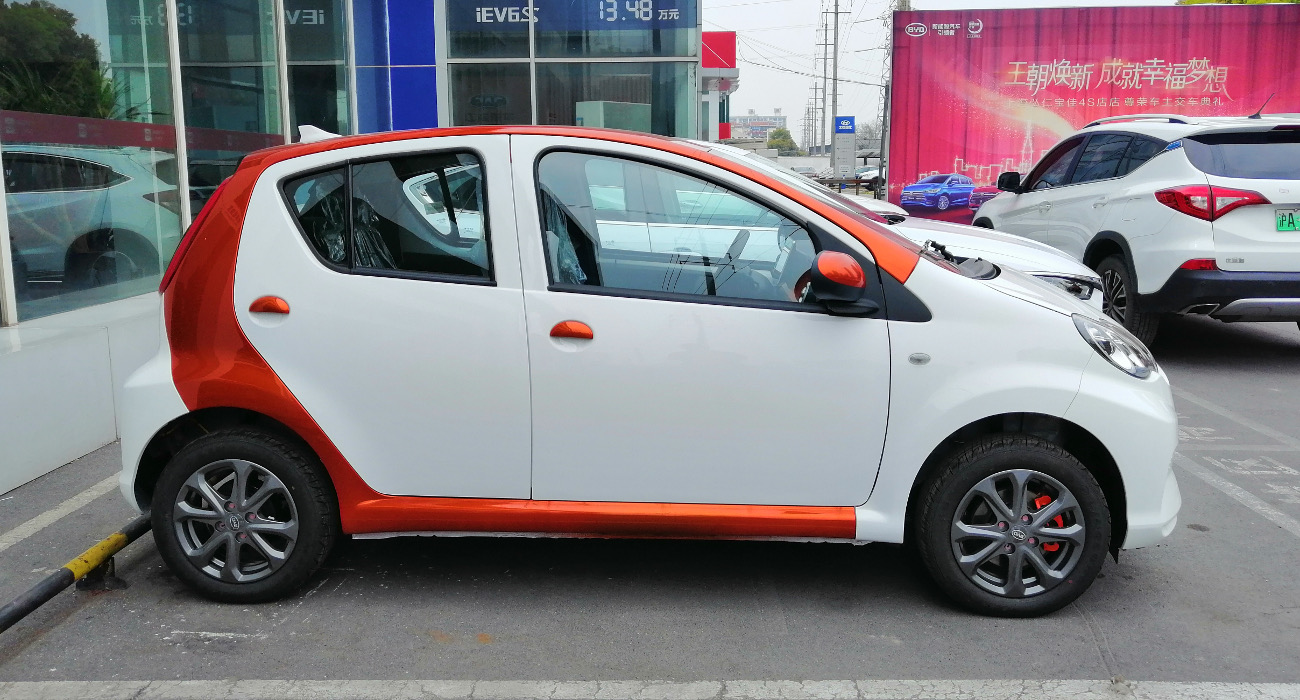
BYD E1 bên
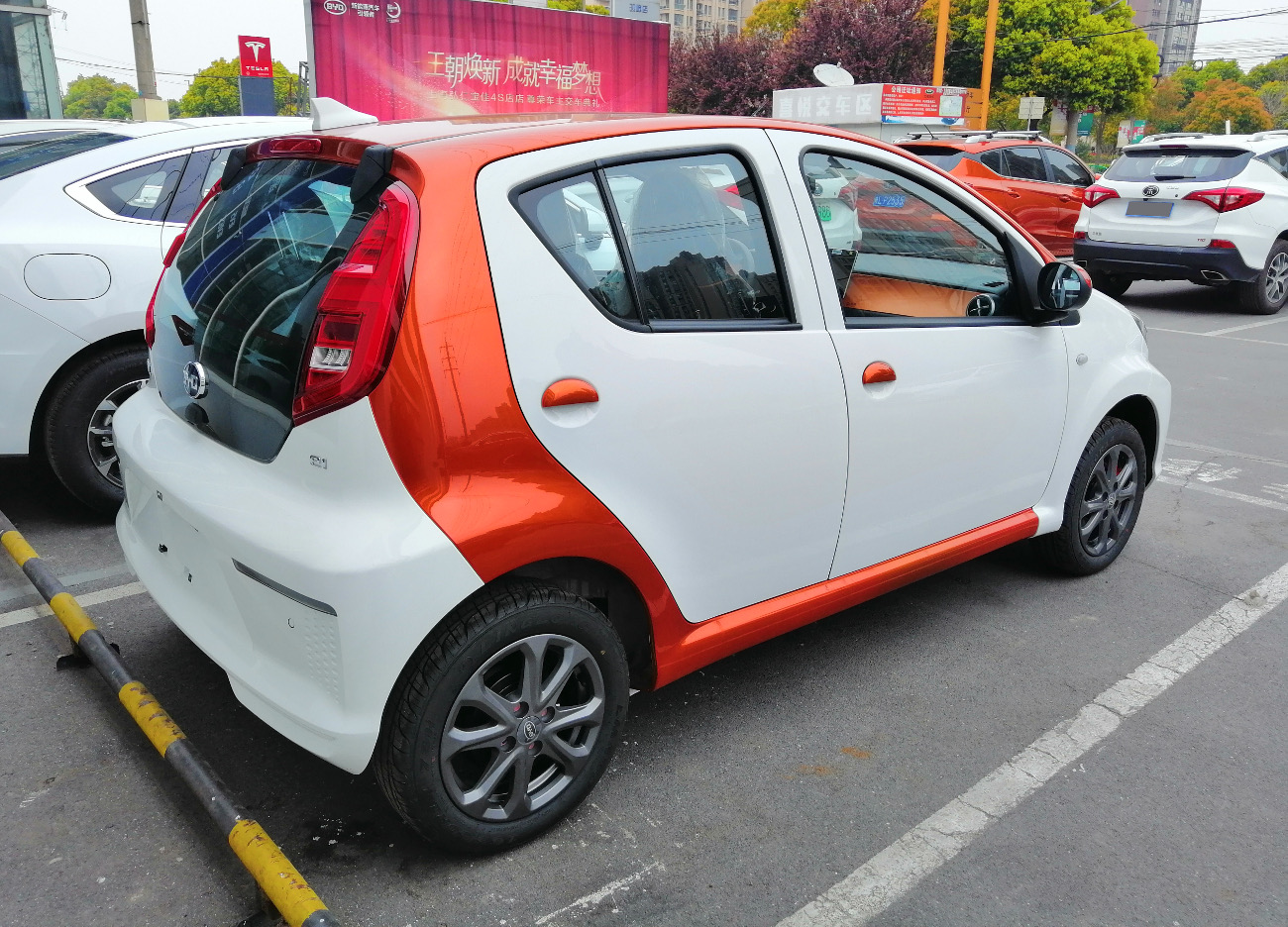
BYD E1 phía sau